# АЕС Сен-Лоран
АЕС Сен-Лоран-дез-О або скорочено АЕС Сен-Лоран (фр. Centrale nucléaire de Saint-Laurent-des-Eaux) — діюча атомна електростанція в центральній частині Франції в регіоні Центр — Долина Луари.
АЕС розташована березі річки Луара на території комуни Сен-Лоран-Нуан в департаменті Луар і Шер за 30 км на південний захід від міста Орлеан. За 70 км на схід від станції знаходиться АЕС Дамп'єр.
АЕС має 2 зупинених енергоблоки із газоохолоджувальними реакторами UNGG (англ. Uranium Naturel Graphite Gaz) і 2 діючих блоки з легководними реакторами з водою під тиском (PWR) СР2 конструкції Framatome потужністю по 965 Мвт кожен, введених в експлуатацію в 1981 році. Для охолодження на АЕС використовується вода з річки Луара.
Два енергоблоки з реакторами UNGG були введені в експлуатацію в 1969 і 1971 роках, а зупинені — у квітні 1990 і червні 1992 року.

## Аварії

### Аварія 1969 року
Перший газоохолоджувальний уран-графітовий реактор типу UNGG на АЕС Сен-Лоран був запущений в експлуатацію 24 березня 1969 року. Через півроку його роботи трапився один з найсерйозніших інцидентів на атомних електростанціях Франції і світу. Вночі 17 жовтня 1969 року при виконанні перевантаження палива в результаті відмови обладнання і помилки оператора сталося часткове розплавлення активної зони ядерного реактора. В результаті були расплавлені 50 кг урану, 47 з яких згодом вдалося зібрати, в тому числі і вручну працівниками. Цей випадок був класифікований 4 ступенем за міжнародною шкалою ядерних подій (INES), що стало найсерйознішим інцидентом в історії французьких АЕС.
16 жовтня 1970 року, через рік після аварії на першому реакторі АЕС Сен-Лоран енергоблок був відновлений.

### Аварія 1980 року
13 березня 1980 року в реакторі другого енергоблоку А-2 різко підвищилася активність і сталося розплавлення активної зони. Розплавилося в загальній складності 20 кілограм урану. Ця аварій на АЕС Сен-Лоран також була класифікована 4 ступенем за міжнародною шкалою ядерних подій (INES). Причиною розплавлення ТВЕЛів (паливних елементів) на цей раз не стала людська помилка, а пошкодження самих елементів, що призвело до розплавлення двох з них. Для усунення аварії персоналу станції довелося піти на скидання в атмосферу радіоактивного йоду в період з 22 по 26 березня 1980 року.
Після аварії 1980 року протягом 29 місяців велися роботи по очищенню другого реактора від розплавленого урану. Роботи з усунення наслідків інцидентів проводили понад півтисячі фахівців. Було висловлено припущення про витік крім радіоактивного йоду в атмосферу ще і плутонію в річку Луару.
Другий реактор був знову запущений в 1983 році і пропрацював аж до його закриття у 1992.

## Інформація по енергоблоках
| Енергоблок    | Тип реакторів | Потужність | Потужність | Початок будівництва | Физпуск    | Підключення до мережі | Введення в експлуатацію | Закриття   |
| Енергоблок    | Тип реакторів | Чиста      | Брутто     | Початок будівництва | Физпуск    | Підключення до мережі | Введення в експлуатацію | Закриття   |
| ------------- | ------------- | ---------- | ---------- | ------------------- | ---------- | --------------------- | ----------------------- | ---------- |
| Сен-Лоран-А-1 | GCR, UNGG     | 390 МВт    | 500 МВт    | 01.10.1963          | 07.01.1969 | 14.03.1969            | 01.06.1969              | 18.04.1990 |
| Сен-Лоран-А-2 | GCR, UNGG     | 465 МВт    | 530 МВт    | 01.01.1966          | 04.07.1971 | 09.08.1971            | 01.11.1971              | 27.05.1992 |
| Сен-Лоран-В-1 | PWR, CP2      | 915 МВт    | 956 МВт    | 01.05.1976          | 04.01.1981 | 21.01.1981            | 01.08.1983              | —          |
| Сен-Лоран-В-2 | PWR, CP2      | 915 МВт    | 956 МВт    | 01.07.1976          | 12.05.1981 | 01.06.1981            | 01.08.1983              | —          |